# Microcoelia
Genre
Synonymes
- Dicranotaenia Finet[2]
- Encheiridion Summerh.[2]
- Microcaelia Hochst. ex A.Rich.[2]
- Rhaphidorhynchus Finet[2]

Microcoelia est un genre de la famille des Orchidaceae, de la sous-famille des Epidendroideae, comptant trente d'espèces d'orchidées épiphytes africaines.

## Synonymes
- Dicranotaenia Finet 1907
- Encheiridion Summerhayes 1943
- Gussonea A. Rich. 1828
- Gussonia Spreng. 1820 [1821]

## Liste des espèces et sous-espèces
Selon BioLib (29 octobre 2018) et The Plant List (29 octobre 2018) :
- Microcoelia aurantiaca (Schltr.) Summerh.
- Microcoelia bispiculata L.Jonss.
- Microcoelia bulbocalcarata L.Jonss.
- Microcoelia caespitosa (Rolfe) Summerh.
- Microcoelia corallina Summerh.
- Microcoelia cornuta (Ridl.) Carlsward
- Microcoelia decaryana L.Jonss.
- Microcoelia dolichorhiza (Schltr.) Summerh.
- Microcoelia elliotii (Finet) Summerh.
- Microcoelia exilis Lindl.
- Microcoelia gilpinae (Rchb.f. & S.Moore) Summerh.
- Microcoelia globulosa (Hochst.) L.Jonss.
- Microcoelia hirschbergii Summerh.
- Microcoelia jonssonii Szlach. & Olszewski
- Microcoelia koehleri (Schltr.) Summerh.
- Microcoelia konduensis (De Wild.) Summerh.
- Microcoelia leptostele (Summerh.) L.Jonss.
- Microcoelia macrantha (H.Perrier) Summerh.
- Microcoelia macrorhynchia (Schltr.) Summerh.
- Microcoelia megalorrhiza (Rchb.f.) Summerh.
- Microcoelia microglossa Summerh.
- Microcoelia moreauae L.Jonss.
- Microcoelia nyungwensis L.Jonss.
- Microcoelia obovata Summerh.
- Microcoelia ornithocephala P.J.Cribb
- Microcoelia perrieri (Finet) Summerh.
- Microcoelia physophora (Rchb.f.) Summerh.
- Microcoelia sanfordii L.Jonss.
- Microcoelia smithii (Rolfe) Summerh.
- Microcoelia stolzii (Schltr.) Summerh.

Selon Catalogue of Life (29 octobre 2018) :
- Microcoelia aphylla (Thouars) Summerh.
- Microcoelia aurantiaca (Schltr.) Summerh.
- Microcoelia bispiculata L.Jonss.
- Microcoelia bulbocalcarata L.Jonss.
- Microcoelia caespitosa (Rolfe) Summerh.
- Microcoelia corallina Summerh.
- Microcoelia cornuta (Ridl.) Carlsward
- Microcoelia decaryana L.Jonss.
- Microcoelia dolichorhiza (Schltr.) Summerh.
- Microcoelia elliotii (Finet) Summerh.
- Microcoelia exilis Lindl.
- Microcoelia gilpinae (Rchb.f. & S.Moore) Summerh.
- Microcoelia globulosa (Hochst.) L.Jonss.
- Microcoelia hirschbergii Summerh.
- Microcoelia jonssonii Szlach. & Olszewski
- Microcoelia koehleri (Schltr.) Summerh.
- Microcoelia konduensis (De Wild.) Summerh.
- Microcoelia leptostele (Summerh.) L.Jonss.
- Microcoelia macrantha (H.Perrier) Summerh.
- Microcoelia macrorhynchia (Schltr.) Summerh.
- Microcoelia megalorrhiza (Rchb.f.) Summerh.
- Microcoelia microglossa Summerh.
- Microcoelia moreauae L.Jonss.
- Microcoelia nyungwensis L.Jonss.
- Microcoelia obovata Summerh.
- Microcoelia ornithocephala P.J.Cribb
- Microcoelia perrieri (Finet) Summerh.
- Microcoelia physophora (Rchb.f.) Summerh.
- Microcoelia sanfordii L.Jonss.
- Microcoelia smithii (Rolfe) Summerh.
- Microcoelia stolzii (Schltr.) Summerh.

Selon World Checklist of Selected Plant Families (WCSP) (29 octobre 2018) :
- Microcoelia africana (R.Rice) R.Rice (2007)
- Microcoelia aphylla (Thouars) Summerh. (1936)
- Microcoelia aurantiaca (Schltr.) Summerh. (1943)
- Microcoelia bispiculata L.Jonss. (1981)
- Microcoelia bulbocalcarata L.Jonss. (1981)
- Microcoelia caespitosa (Rolfe) Summerh. (1936)
- Microcoelia corallina Summerh. (1945)
- Microcoelia cornuta (Ridl.) Carlsward (2006)
- Microcoelia decaryana L.Jonss. (1981)
- Microcoelia dolichorhiza (Schltr.) Summerh. (1943)
- Microcoelia elliotii (Finet) Summerh. (1943)
- Microcoelia exilis Lindl. (1830)
- Microcoelia gilpinae (Rchb.f. & S.Moore) Summerh. (1943)
- Microcoelia globulosa (Hochst.) L.Jonss. (1981)
- Microcoelia grahamii (R.Rice) R.Rice (2007)
- Microcoelia hirschbergii Summerh. (1943)
- Microcoelia jonssonii Szlach. & Olszewski (2001)
- Microcoelia koehleri (Schltr.) Summerh. (1943)
- Microcoelia konduensis (De Wild.) Summerh. (1943)
- Microcoelia leptostele (Summerh.) L.Jonss. (1981)
  - sous-espèce Microcoelia leptostele subsp. cordatilabia Szlach. & Olszewski (2001)
  - sous-espèce Microcoelia leptostele subsp. leptostele
- Microcoelia longipes (R.Rice) R.Rice (2007)
- Microcoelia macrantha (H.Perrier) Summerh. (1943)
- Microcoelia macrorhynchia (Schltr.) Summerh. (1936)
- Microcoelia megalorrhiza (Rchb.f.) Summerh. (1943)
- Microcoelia microglossa Summerh. (1936)
- Microcoelia moreauae L.Jonss. (1981)
- Microcoelia nyungwensis L.Jonss. (1981)
- Microcoelia obovata Summerh. (1945)
- Microcoelia ornithocephala P.J.Cribb (1985)
- Microcoelia perrieri (Finet) Summerh. (1943)
- Microcoelia physophora (Rchb.f.) Summerh. (1943)
- Microcoelia sanfordii L.Jonss. (1981)
- Microcoelia smithii (Rolfe) Summerh. (1943)
- Microcoelia stolzii (Schltr.) Summerh. (1943)

Selon Tropicos (29 octobre 2018) (Attention liste brute contenant possiblement des synonymes) :
- Microcoelia aphylla (Thouars) Summerh.
- Microcoelia aurantiaca (Schltr.) Summerh.
- Microcoelia bieleri (De Wild.) Summerh.
- Microcoelia bispiculata L. Jonss.
- Microcoelia bulbocalcarata L. Jonss.
- Microcoelia caespitosa (Rolfe) Summerh.
- Microcoelia conica (Schltr.) Summerh.
- Microcoelia corallina Summerh.
- Microcoelia cornuta (Ridl.) Carlsward
- Microcoelia dahomeensis (Finet) Summerh.
- Microcoelia decaryana L. Jonss.
- Microcoelia deflexicalcarata (De Wild.) Summerh.
- Microcoelia dolichorhiza (Schltr.) Summerh.
- Microcoelia dolichorrhiza (Schltr.) Summerh.
- Microcoelia elliotii (Finet) Summerh.
- Microcoelia ericosma Summerh.
- Microcoelia exilis Lindl.
- Microcoelia friesii (Schltr.) Summerh.
- Microcoelia gilpinae (Rchb. f. & S. Moore) Summerh.
- Microcoelia globulosa (Hochst. ex A. Rich.) L. Jonss.
- Microcoelia guyoniana (Rchb. f.) Summerh.
- Microcoelia hirschbergii Summerh.
- Microcoelia jonssonii Szlach. & Olszewski
- Microcoelia koehleri (Schltr.) Summerh.
- Microcoelia konduensis (De Wild.) Summerh.
- Microcoelia leptostele (Summerh.) L. Jonss.
- Microcoelia macrantha (H. Perrier) Summerh.
- Microcoelia macrorhynchia (Schltr.) Summerh.
- Microcoelia macrorrhynchia (Schltr.) Summerh.
- Microcoelia megalorrhiza (Rchb. f.) Summerh.
- Microcoelia melinantha (Schltr.) Summerh.
- Microcoelia microglossa Summerh.
- Microcoelia micropetala (Schltr.) Summerh.
- Microcoelia moreauae L. Jonss.
- Microcoelia nyungwensis L. Jonss.
- Microcoelia obovata Summerh.
- Microcoelia ornithocephala P.J. Cribb
- Microcoelia pachystemma Summerh.
- Microcoelia perrieri (Finet) Summerh.
- Microcoelia physophora (Rchb. f.) Summerh.
- Microcoelia sanfordii L. Jonss.
- Microcoelia smithii (Rolfe) Summerh.
- Microcoelia stolzii (Schltr.) Summerh.

## Répartition
Afrique tropicale et Madagascar